# ザカリア
ザカリアは、新約聖書ルカ福音書1章などに登場する人物。ザカリヤ、ザハリヤとも表記する。ユダヤの名ゼカリアに対応する。ルカ福音書によれば、ヘロデ大王のときアビヤ組の祭司、妻はエリサベトで、アロンの家の娘、すなわち祭司家系の出であった（ルカ福音書1章5節）、この2人から洗礼者ヨハネが生まれた（同1章13-17節）。同書1章68節から79節にある予言的な讃美「ベネディクトゥス・ドミヌス・デウス」が彼に帰せられている。

## 聖書の記述
ルカ福音書によると、ザカリアとエリサベトは老年に達しており子がなかった。ある日、ザカリヤが祭司の務めを行いエルサレム神殿で香を焚いていると、天使ガブリエルが来て、ヨハネの誕生とその将来を予言した。ザカリアはこれを信じなかったため、ヨハネが誕生するまで口がきけないようにされた。
やがて不妊だったエリサベトに男の子が生まれ、割礼と命名を行う日である誕生第8日目が来た。いまだ口の利けなかったザカリヤは、子の名を問われ「その名はヨハネ」と書き板に記した。するとザカリアはたちまち口が利けるようになり、メシアとその備えをするものについての予言を行い、神を褒め称えた。
またキリスト教の伝承では、聖母マリアが3歳のとき、大祭司を務めており、神殿に奉献されたマリアを受けたという。詳しくは生神女進堂祭を参照。

## クルアーンの記述
クルアーン「マルヤムの章」にもザカリヤ (Zakariya) の名で登場し、祭司または預言者として描かれる。クルアーンでは、老年で子がないとき神に祈り、ヤヒヤーという息子を授かったとされる。